# Santa Maria dei Miracoli (Morbio Inferiore)

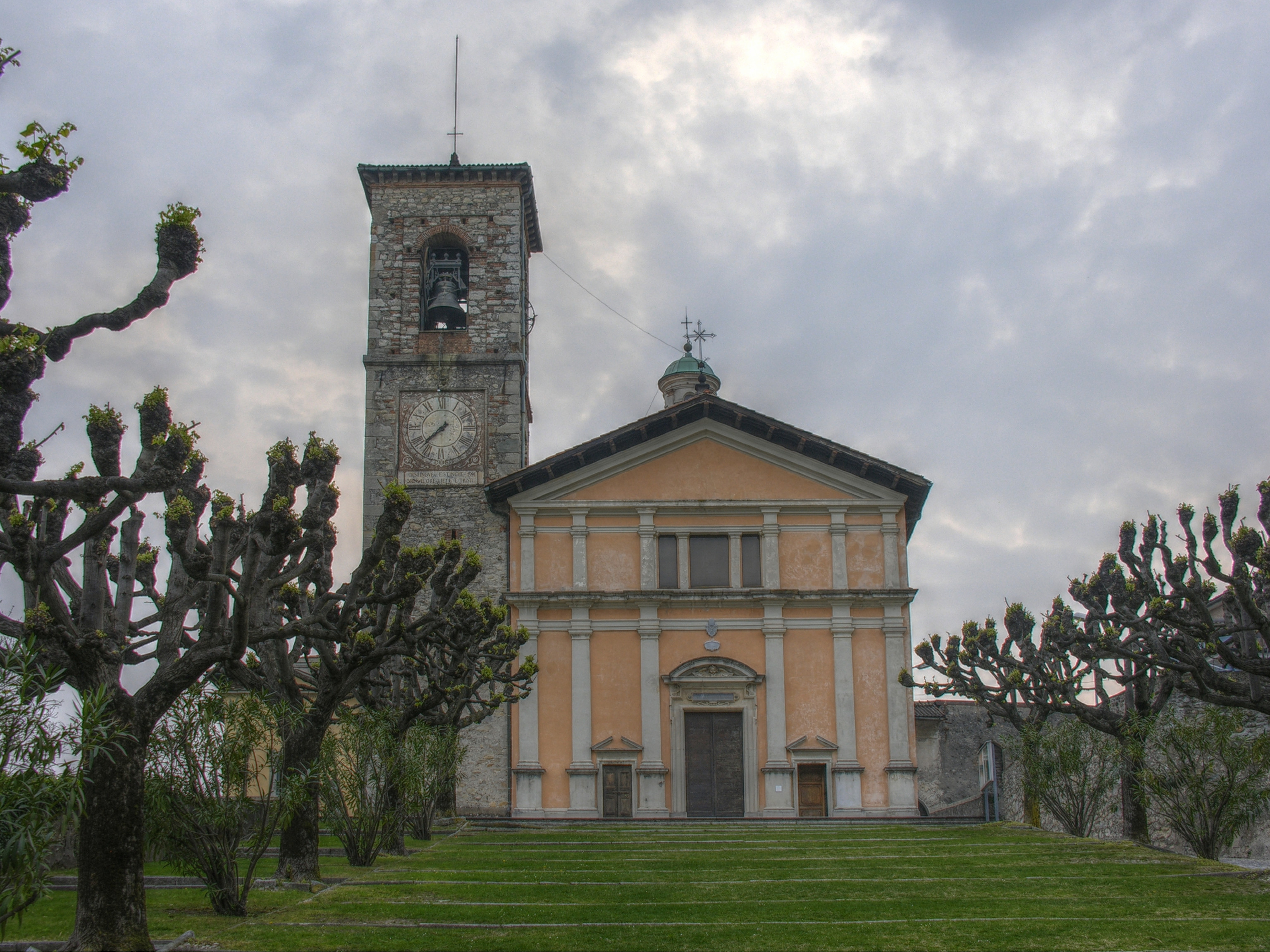
Fassade der Basilika

Die Kirche Santa Maria dei Miracoli (St. Maria Wunder) ist eine römisch-katholische Kirche in Morbio Inferiore im Schweizer Kanton Tessin. Das Heiligtum liegt im Bistum Lugano und wurde 1990 von Papst Johannes Paul II. in den Rang einer Basilica minor erhoben.

## Gründungslegende und Geschichte
Zwei kranke und vom Teufel besessene junge Frauen aus Mailand machten sich im Sommer 1594 auf die anstrengende Reise von Mailand nach Morbio, um sich vom dortigen Vizepfarrer Gaspare dei Barberini segnen zu lassen, dieser war jedoch nicht anwesend. An der Stelle der heutigen Kirche befanden sich damals die Reste eines 1198 bezeugten Schlosses. An der Mauer der Ruine stellten sie ein Marienbildnis auf, um vor diesem mit ihren Müttern und weiteren Frauen aus dem Ort zu beten. Während des Gebets soll sich das Wunder ereignet haben, und die heilige Jungfrau soll sich ihnen offenbart und geheilt haben. Bereits acht Tage später wurde das Wunder vom Bischof von Como anerkannt und es entwickelte sich eine erste Wallfahrt. Genau ein Jahr später (29. Juli 1595) wurde der Grundstein zur heutigen Kirche gelegt. Die Weihe erfolgte 1613 durch den Comer Bischof Monsignore Filippo Archinti, seit 1776 ist sie die Pfarrkirche der Gemeinde. Oberhalb der Apsis stellt eine Glaswand das Wunder und die Heilung von Caterina und Angela dar. Auch heute noch ist die Kirche eines der wichtigsten Wallfahrtsziele des Kantons Tessin. Das Patronatsfest ist am 29. Juli.
1924 wurde die Kirche erstmals, 1999–2001 erneut restauriert.

## Bau
Die Fassade der einschiffigen Hallenkirche ist im Stil der Renaissance gestaltet. Auffällig sind die Kuppel und der angebaute Glockenturm. Der barocke Innenraum hat vier Seitenkapellen und einen quadratischen Chor. 
Der Marmoraltar wurde 1770 von Giuseppe Bottinelli geschaffen, das Altarbild zeigt die jungfräuliche Geburt und stammt von Filippo Abbiati. Die Gemälde auf der linken Seite zeigen die Darstellung Mariens Tempel, die rechte Seite zeigt eine Darstellung des Heilands. Der Stuck wurde 1668/69 von Agostino Silva geschaffen, die Fresken von 1671 zeigen die Himmelfahrt und musizierende Engel und wurden von Carlo Gaffuri angefertigt. Weitere Fresken zeigen die Arche Noah, die Begegnung von Maria und Elisabeth, Mariä Himmelfahrt und die Verkündigung. Der Stuck ist ebenfalls eine Arbeit des Agosto Silva.
Kapellen:
- Kapelle der Heiligen Jungfrau: Die Seitenwände sind mit Leinwandtüchern bespannt, auf welchen sich ebenso Marienszenen finden. Der Altar stammt von Francesco Silva dem Älteren, das Altarbild trägt den Namen „Madonna del latte“.
- Kapelle der Heiligen Petrus und Paulus: 1649 von Pietro Silva
- Kapelle des Heiligen Joseph
- Kapelle des Heiligen Karl Borromäus

Hinter der Kirche befindet sich eine kleine Madonnenkapelle, welche für die Votivgaben der Pilger gedacht ist.

## Orgel
Die Orgel auf der Sängertribüne wurde 2001 von der Orgelbaufirma Mascioni erbaut. Das Instrument hat 23 Register auf zwei Manualwerken und Pedal. Die Spieltrakturen sind mechanisch, die Registertrakturen und Koppeln sind elektrisch.
| I Positivo tergale C-a3 |               |        |
| 1.                      | Bordone       | 8′     |
| 2.                      | Principale    | 4′     |
| 3.                      | Flauto camino | 4′     |
| 4.                      | Nazardo       | 2 ⁄3′  |
| 5.                      | Ottava        | 2′     |
| 6.                      | Terza         | 1 3⁄5′ |
| 7.                      | Ripieno II    | 1 ⁄3′  |
| 8.                      | Dulzian       | 8′     |

| II Grand'Organo C-a3 |               |       |
| 9.                   | Bordone       | 16′   |
| 10.                  | Principale    | 8′    |
| 11.                  | Gamba         | 8′    |
| 12.                  | Flauto camino | 8′    |
| 13.                  | Ottava        | 4′    |
| 14.                  | Flauto conico | 4′    |
| 15.                  | Quinta        | 2 ⁄3′ |
| 16.                  | Quintadecima  | 2′    |
| 17.                  | Ripieno IV    | 1 ⁄3′ |
| 18.                  | Tromba        | 8′    |

| Pedale C-f1 |               |     |
| 19.         | Subbasso      | 16′ |
| 20.         | Principale    | 8′  |
| 21.         | Ottava        | 4′  |
| 22.         | Contrafagotto | 16′ |
| 23.         | Tromba        | 8′  |

- Koppeln: I/II, I/P, II/P